# Francesco Zacchiroli
Francesco Zacchiroli (Castel Guelfo di Bologna, 9 gennaio 1750 – Bologna, 7 dicembre 1826) è stato un poeta e saggista italiano.
Ex gesuita di origini ferraresi, nel 1782 - per integrare la modesta rendita che percepiva dal granduca di Toscana Pietro Leopoldo - fu incaricato dall'allora direttore degli Uffizi Giuseppe Pelli Bencivenni di redigere una descrizione della galleria in lingua francese per uso dei forestieri. 
Nel 1786 a Venezia, pubblicò con Francesco Albergati Capacelli la raccolta Lettere capricciose, in cui i due amici tentavano un genere epistolario divertente su argomenti seri, benché superiore alle possibilità stilistiche e culturali dei due corrispondenti.
Massone, fu membro della loggia di Napoli «La Vittoria».